# Sông Vàng (xã)
Sông Vàng là một xã thuộc thành phố Đà Nẵng, Việt Nam.
Xã Sông Vàng có diện tích 91,07 km², dân số năm 2019 là 4.070 người, mật độ dân số đạt 45 người/km².